# Jürgen Hartmann (Politikwissenschaftler)
Jürgen Hartmann (* 1946) ist ein deutscher Politikwissenschaftler. Bis 2011 war er Inhaber der C4-Professur für Politikwissenschaft, insbesondere vergleichende Regierungslehre, an der Helmut-Schmidt-Universität/Universität der Bundeswehr Hamburg.

## Leben und Wirken
Hartmann veröffentlichte 1976 seine durch Winfried Steffani an der Universität Hamburg betreute Dissertation Der amerikanische Präsident im Bezugsfeld der Kongressfraktionen. 1982 wurde er über Politische Profile der westeuropäischen Industriegesellschaft habilitiert. Ende 2011 wurde er emeritiert.

## Forschungsbereiche und Veröffentlichungen
Sein Forschungsspezialgebiet sind Analysen im politikwissenschaftlichen Gesellschaftsbereich, vor allem die vergleichende Politikwissenschaft. In seiner wissenschaftlichen Laufbahn hat er eine Reihe von Lehrbüchern zu diesem übergeordneten Thema verfasst. Seine Publikationen beschäftigen sich größtenteils mit internationalen und staatlichen Systemen verschiedener Art, vorrangig der westlichen Hemisphäre.
Darüber hinaus beschäftigte er sich intensiv mit der Geschichte der Politikwissenschaft im europäisch-amerikanischen Vergleich, seine Studie orientiert sich dabei am US-amerikanischen Maßstab. Allerdings wird die darin enthaltene Verkürzung der Geschichte der deutschen Politikwissenschaft auf die Zeit nach 1945 von Wilhelm Bleek als „problematisch“ gekennzeichnet.

## Schriften (Auswahl)
- Der amerikanische Präsident im Bezugsfeld der Kongressfraktionen. Strukturen, Strategien und Führungsprobleme in den Beziehungen der Präsidenten Kennedy, Johnson und Nixon zu den Mehrheitsfraktionen im Kongress (1961–1973). Duncker und Humblot, Berlin 1977 (zugleich: Dissertation, 1976).
- Politische Profile der westeuropäischen Industriegesellschaft. Campus, Frankfurt am Main 1984 (zugleich: Habilitations-Schrift, 1982), ISBN 3-593-33336-8.
- (Hrsg.): Handbuch deutscher Bundesländer. Campus, Frankfurt am Main 1990, ISBN 3-593-34168-9.
- Geschichte der Politikwissenschaft. Leske u. Budrich, Opladen 2003, ISBN 3-8100-3717-6.
- Persönlichkeit und Politik. VS, Verlag für Sozialwissenschaften, Wiesbaden 2007, ISBN 978-3-531-15681-1.
- Russland: Einführung in das politische System und Vergleich mit den postsowjetischen Staaten. Springer VS, Wiesbaden 2012, ISBN 978-3-6580-0175-9.
- Demokratie und Autokratie in der vergleichenden Demokratieforschung. Eine Kritik. Springer VS, Wiesbaden 2015, ISBN 978-3-658-07478-4.
- Politik und Ökonomie. Betrachtung eines schwierigen Verhältnisses in Theorie und Wirklichkeit.  Springer VS, Wiesbaden 2018, ISBN 978-3-658-18812-2.